# Isodromus zhaoi
Isodromus zhaoi är en stekelart som beskrevs av Li och Xu 1997. Isodromus zhaoi ingår i släktet Isodromus och familjen sköldlussteklar. Inga underarter finns listade i Catalogue of Life.